# Тинівка японська
Тинівка японська (Prunella rubida) — вид горобцеподібних птахів з родини тинівкових (Prunellidae). Вона поширена в Японії і на сході Росії.
Її природним середовищем проживання є помірні ліси.